# ヴァレリアン・ボロフチク
- ヴァレリアン・ボロフチク
- ヴァレリアン・ボロフチック
- ワレリアン・ボロウズィック
- ヴァレリアン・ボロヴツィク
- ワレリアン・ボロフツィック
- ワレリアン・ボローズィック
- ヴァレリアン・ボロヴチック
- バレリアン・ボロフチク

ヴァレリアン・ボロフチク（ポーランド語発音: [vaˈlɛrʲjan bɔˈrɔftʂɨk] ヴァレリヤン・ボロフチク; Walerian Borowczyk, 1923年9月2日 - 2006年2月3日）は、ポーランドの映画監督。1946年から1988年にかけて40本あまりの映画を撮った。

## 名前について
アテネ・フランセ文化センターで行われたポーランド映画祭、及び彼の特集ではヴァレリアン・ボロフチクと表記していたが、公開作が途絶えてビデオ発売、DVDスルーなどが始まるとともに、ボロウズィック、ボロヴツィク、ボロフツィック、ボローズィック、ボロズウィックなど様々な表記が氾濫した。2006年の国外での訃報記事訃報では、rowをロヴとするボロヴチック（bo-ROV-chick）という発音である伝えるものもあれば、ボロフチックとするものもあった。いずれにしろ、Bo-row-czykという音節である。なお、人名発音のサイトではボロフチックとしている。

## 生涯
ポズナン近郊のクフィルチに生まれる。クラクフの美術学校で絵画を学ぶ。卒業後、絵画とリトグラフの仕事をしだすが、その中には、映画のポスター制作も含まれる。それらにより、1953年、国の賞を受ける。1959年にパリに移住。
彼の初期の映画は、シュルレアリスムの短編アニメーションだった。中でも評価の高かった作品に、『Był sobie raz（Once Upon A Time）』（1957年）、『Dom（House）』（1958年、ヤン・レニツァと共同）がある。1959年、クリス・マルケルと『宇宙飛行士』を作る。
この時期の主な作品には、『Jeux des anges』（1964年）、ストップモーション・アニメーションの『Renaissance』（1963年）がある。『Renaissance』では、祈祷書やぬいぐるみのおもちゃの破壊を逆回転で描かれる。壊されたものが元の形に修復されていくわけだが、最後に元に戻るのは爆弾であった。
1967年、初の長編アニメーション映画『Théâtre de Monsieur & Madame Kabal: un film dessiné pour les adultes（Mr. and Mrs. Kabal's Theatre）』を撮る。
ボロフチクは、『愛の島ゴトー』（1968年）、『Blanche』（1971年）から、実写による長編映画の製作に移行する。どちらも、嫉妬深い夫とその妻（演じるのはともにリジア・ブラニス）の姦通の物語である。この時期、最も評価されたのは、カンヌ国際映画祭に正式出品作品にも選ばれたステファン・ジェロムスキ原作のポーランド文学の古典の映画化『罪物語』（1975年）である。古典の映画化では、モーパッサン原作で、ベルリン国際映画祭銀熊賞を受賞した短編『Rosalie』（1966年）もある。
『罪物語』は、誘惑と嬰児殺しというテーマに成功している。『インモラル物語』（1974年）と、スタンダールの『ローマ散歩』にインスパイアされた『修道女の悶え』（1977年）、『愛の化身』（1984年）などでは、独特のシュールな描写が称賛される一方で、中身のないポルノグラフィという批判も受けた。とくに、『インモラル物語』の第5話として企画され後に独立した1本の映画に発展した、プロスペル・メリメの『ロキス』を原作とする『邪淫の館・獣人』（1975年）は、『罪物語』で得た監督の栄誉を著しく貶めることとなった。アド・キルーを著名な批評家が絶賛したフランスでさえ、そうである。
1979年の『ルル』は、同年パリ・オペラ座で3幕補遺版の初公演でも話題となったアルバン・ベルクの歌劇と同じフランク・ヴェーデキントの戯曲《地霊》と《パンドラの箱》をベースにしたものである。
1981年は『ジキル博士とハイド氏』の映画化『ジキル博士と女たち 暴行魔ハイド』をウド・キアとパトリック・マギーの主演で取り組む。ここで描かれたジキル博士は、ヴィクトリア時代の道徳に対しての暴力的反乱の象徴だった。キム・ニューマンは1988年に出した『Nightmare Movies』という本の中で、この映画について、「暗い、厭世的、おもしろいくらい攻撃的」と述べている。
1984年には『悪魔の三連譜』という短編で一時的にアニメーションに復帰。1987年には、『エマニエル夫人』シリーズの『エマニエル5』を撮る。この映画は、ビデオのみのハードコア・ヴァージョンもある。もっとも彼は、主演女優モニーク・ガブリエルのキャスティングに反対し、完成した映画に満足していなかった。
1988年と1990年、フランスのテレビ局M6で『Série rose: Les Chefs d'œuvre de la littérature érotique』というシリーズものの数話を監督。
彼の映画の多くでは、歴史劇のセットが使われている。『濡れた貴婦人』（1984年）ではオウィディウス（映画にも登場し、詩を披露する）の時代の、『Blanche』では中世の、そして『インモラル物語』では、19世紀、16世紀、およびローマ教皇アレクサンデル6世が統治する時代が舞台となっている。
アンドレ・ピエール・ド・マンディアルグ原作の映画も多い。『インモラル物語』の中の『満潮』、『夜明けのマルジュ』（1976年、原作は『余白の街』）、『インモラル物語2』（1979年）の中の『Marceline』、そして『愛の化身』。1973年の『Une collection particulière』では、マンディアルグはナレーションの台本を書き、ナレーターも勤めている。
映画を離れてからは、『Anatomia diabła（Anatomy of Devil）』（1992年）と、『Moje polskie lata（My Polish Years）』（2002年）という小説を執筆した。
2006年、心不全のため、パリで死去。

## フィルモグラフィ (主な作品)
- 1957 : Był sobie raz  (短編)
- 1958 : Dom (短編)
- 1959 : Les Astronautes (短編) ＊DVDスルー題「宇宙飛行士」(DVD「愛の島ゴトー」のボーナス)
- 1967 : Le Théâtre de monsieur et madame Kabal
- 1967 : Gavotte (短編)
- 1967 : Diptyque (短編)
- 1968 : Goto, l'île d'amour ＊特殊上映題及びDVD題「愛の島ゴトー」
- 1969 : Le Phonographe (短編)
- 1971 : Blanche
- 1973 : Une collection particulière (短編)
- 1974 : 『インモラル物語』Contes immoraux (4話オムニバス)
- 1975 : 『罪物語』Dzieje grzechu
- 1975 : L'Escargot de Vénus (短編) ＊DVDスルー題「愛の女神・かたつむり」(DVD「愛の島ゴトー」のボーナス)
- 1975 : 『邪淫の館・獣人』La Bête
- 1976 : 『夜明けのマルジュ』La Marge
- 1976 : Brief von paris (中篇)
- 1977 : 『修道女の悶え』Interno di un convento
- 1977 : L'Amour monstre de tous les temps (短編)
- 1979 : L'Armoire (短編)
- 1979 : Les Héroïnes du mal DVDスルー題「インモラル物語2」
- 1979 : Collections privées (3話のオムニバス、1話分のみ)
- 1980 : Lulu DVDスルー題「ルル」
- 1981 : Docteur Jekyll et les femmes DVDスルー題「ジキル博士と女たち／暴行魔ハイド」
- 1983 : Ars amandi DVDスルー題「濡れた貴婦人」
- 1984 : 『愛の化身』Cérémonie d'amour
- 1984 : Scherzo infernal (短編) ＊DVDスルー題「悪魔の三連譜」(DVD「愛の島ゴトー」のボーナス)
- 1986 : 『エマニエル　ハーレムの熱い夜』Emmanuelle 5